# Noordzijde (buurtschap)
Noordzijde is een buurtschap behorende tot Bodegraven-Reeuwijk in de Nederlandse provincie Zuid-Holland. Het ligt ten oosten van Bodegraven aan de noordkant van de Oude Rijn en heeft 300 inwoners.
Dorpen: Bodegraven · De Meije · Driebruggen · Nieuwerbrug · Reeuwijk-Brug · Reeuwijk-Dorp · Sluipwijk · Waarder

Buurtschappen: Abessinië · De Bree · Foreest · Hogebrug · Langeweide · Middelburg (deels) · Molenbrug · Noordzijde · Oosteinde · Oud-Reeuwijk · Oud-Bodegraven · Oudeweg · Oukoop · Platteweg · Randenburg · Tempel · Twaalfmorgen · Vogelzang/Blindeweg · Westeinde · Weijland · Weijpoort · Zuidzijde

Zuid-Holland: Steden en dorpen      Nederland: Provincies · Gemeenten